# Lucien Bodard
Lucien Bodard (født 9. januar 1914 i Chongqing, død 2. marts 1998 i Paris) var en fransk forfatter, der i 1981 fik Goncourtprisen for romanen Anne Marie.